# Els Verds (Àustria)
Els Verds (en alemany Die Grünen - Die grüne Alternative) és un partit polític ecologista austríac. Es va formar el 1986 amb el nom Grüne Alternative, modificat el 1993 per Die Grünen - Die grüne Alternative (Grüne). Forma part del Partit Verd Europeu i de Global Greens.
A les eleccions legislatives austríaques de 2019 va entrar de nou al parlament austríac i va entrar en un govern de coalició del Partit Popular d'Àustria (ÖVP) i Els Verds el 7 de gener de 2020 encapçalat per Sebastian Kurz, però va Kurz va dimitir el 9 d'octubre de 2021 degut a un escàndol polític per manipulació de sondatges d'opinió, i la coalició va seguir endavant encapçalada per Alexander Schallenberg. A les eleccions legislatives austríaques de 2024 que va guanyar el Partit Liberal d'Àustria (FPÖ) els verds van va perdre 10 escons.

## Resultats electorals

### Nationalrat
| Any  | Líder                    | Vots         | %     | Resultat | +/- | Govern             |
| ---- | ------------------------ | ------------ | ----- | -------- | --- | ------------------ |
| 1983 |                          | 93.798 (#4)  | 1,90  | 0 / 183  |     | Extraparlamentari  |
| 1986 | Freda Meissner-Blau      | 234.028 (#4) | 4,82  | 8 / 183  | 8   | Oposició           |
| 1990 | Johannes Voggenhuber     | 225.084 (#4) | 4,78  | 10 / 183 | 2   | Oposició           |
| 1994 | Madeleine Petrovic       | 338.538 (#4) | 7,31  | 13 / 183 | 3   | Oposició           |
| 1995 | Madeleine Petrovic       | 233.208 (#5) | 4,81  | 9 / 183  | 4   | Oposició           |
| 1999 | Alexander Van der Bellen | 342.260 (#4) | 7,40  | 14 / 183 | 5   | Oposició           |
| 2002 | Alexander Van der Bellen | 464.980 (#4) | 9,47  | 17 / 183 | 3   | Oposició           |
| 2006 | Alexander Van der Bellen | 520.130 (#3) | 11,04 | 21 / 183 | 4   | Oposició           |
| 2008 | Alexander Van der Bellen | 509.936 (#5) | 10,43 | 20 / 183 | 1   | Oposició           |
| 2013 | Eva Glawischnig          | 582.657 (#4) | 12,34 | 24 / 183 | 4   | Oposició           |
| 2017 | Ulrike Lunacek           | 192.638 (#6) | 3,80  | 0 / 183  | 24  | Extraparlamentari  |
| 2019 | Werner Kogler            | 664.055 (#4) | 13,90 | 26 / 183 | 26  | Coalició amb l'ÖVP |
| 2024 | Werner Kogler            | 378,113 (#5) | 8.0   | 15 / 183 | 11  | Oposició           |

### Eleccions presidencials
| Any  | Candidat                 | 1a volta          | 1a volta          | 1a volta          | 2a volta          | 2a volta          | 2a volta          |
| Any  | Candidat                 | Vots              | %                 | Resultat          | Vots              | %                 | Resultat          |
| ---- | ------------------------ | ----------------- | ----------------- | ----------------- | ----------------- | ----------------- | ----------------- |
| 1986 | Freda Meissner-Blau      | 259,689           | 5,5 / 100         | Derrota (3r)      | N/D               | N/D               | N/D               |
| 1992 | Robert Jungk             | 266,954           | 5,7 / 100         | Derrota (4t)      | N/D               | N/D               | N/D               |
| 1998 | Gertraud Knoll           | 566,551           | 13,6 / 100        | Derrota (2n)      | N/D               | N/D               | N/D               |
| 2004 | no van participar        | no van participar | no van participar | no van participar | no van participar | no van participar | no van participar |
| 2010 | no van participar        | no van participar | no van participar | no van participar | no van participar | no van participar | no van participar |
| 2016 | Alexander Van der Bellen | 913,218           | 21,3 / 100        | 2a Posició        | 2,472,892         | 53,8 / 100        | Victòria          |
| 2022 | Alexander Van der Bellen | 2,299,592         | 56,7 / 100        | Victòria          | N/D               | N/D               | N/D               |

### Parlament Europeu
| Any  | Líder                | Vots    | %          | Escons | +/– | Grup      |
| ---- | -------------------- | ------- | ---------- | ------ | --- | --------- |
| 1996 | Johannes Voggenhuber | 258,250 | 6.8 (#4)   | 1 / 21 |     | G         |
| 1999 | Johannes Voggenhuber | 260,273 | 9.3 (#4)   | 2 / 21 | 1   | Verds/ALE |
| 2004 | Johannes Voggenhuber | 322,429 | 12.9 (#4)  | 2 / 18 | =   | Verds/ALE |
| 2009 | Ulrike Lunacek       | 284,505 | 9.9 (#5)   | 2 / 17 | =   | Verds/ALE |
| 2014 | Ulrike Lunacek       | 410,089 | 14.5 (#4)  | 3 / 18 | 1   | Verds/ALE |
| 2019 | Werner Kogler        | 532,194 | 14.1 (#4)  | 2 / 19 | 1   | Verds/ALE |
| 2024 | Lena Schilling       | 390,503 | 11.08 (#4) | 2 / 20 | =   | Verds/ALE |

## Líders del partit
1. Freda Meissner-Blau (1986-1988)
2. Johannes Voggenhuber (1988-1992)
3. Peter Pilz (1992-1994)
4. Madeleine Petrovic (1994-1995)
5. Christoph Chorherr (1995-1997)

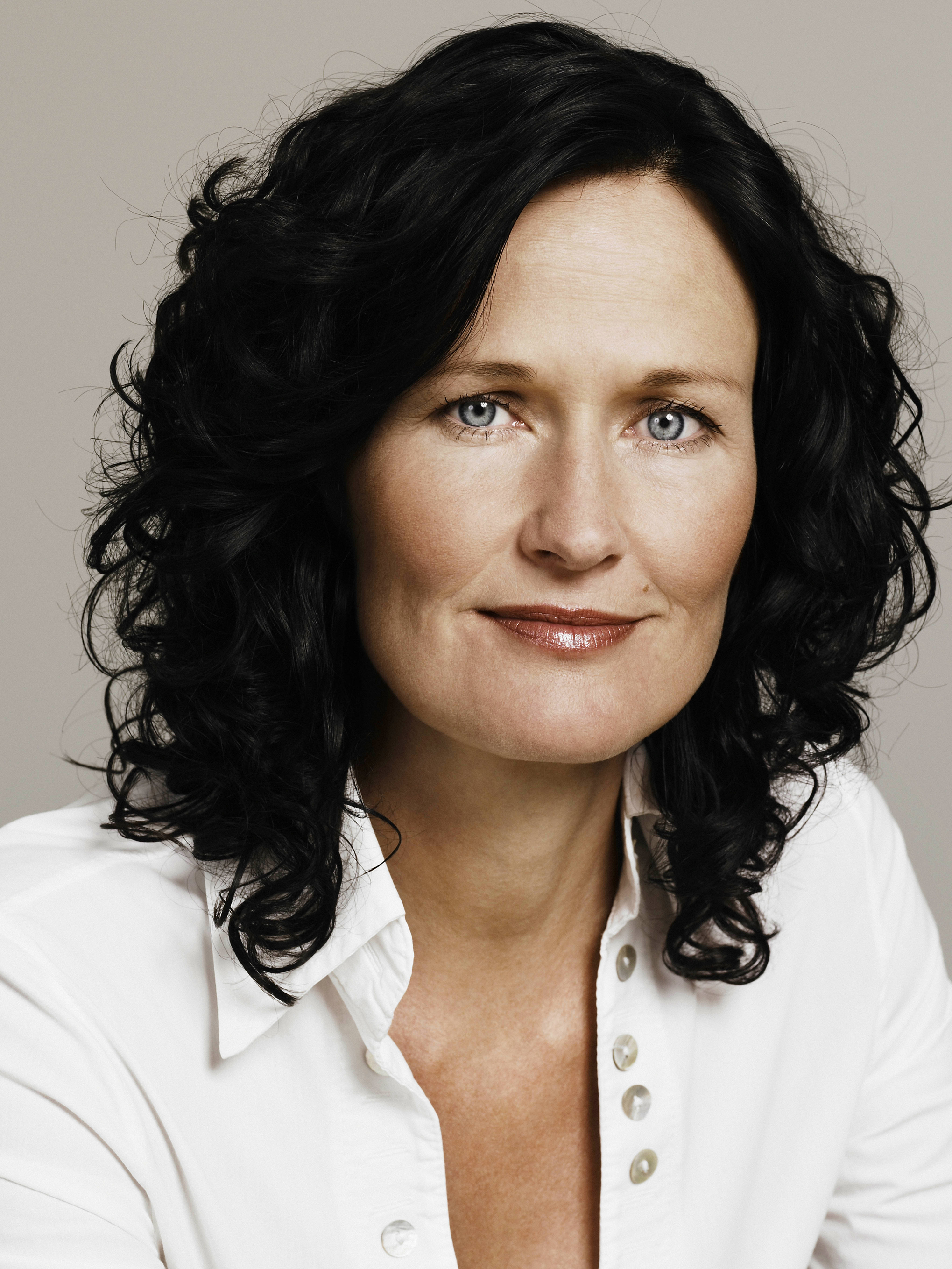
Eva Glawischnig-Piesczek.

6. Alexander van der Bellen (1997-2008)
7. Eva Glawischnig-Piesczek (2008-2017)
8. Ingrid Felipe (2017)
9. Werner Kogler (2016-Actualitat)